# Þrúðufell
Þrúðufell är ett berg i republiken Island. Det ligger i regionen Västlandet, 80 km norr om huvudstaden Reykjavík. Toppen på Þrúðufell är 723 meter över havet.
Trakten runt Þrúðufell är nära nog obefolkad, med mindre än två invånare per kvadratkilometer. Det finns inga samhällen i närheten. Trakten runt Þrúðufell består i huvudsak av gräsmarker.